# آنجلو موريوندو
آنجلو موريوندو (6 يونيو 1851 - 31 مايو 1914) مخترع إيطالي، يُنسب إليه عادةً براءة اختراع أول آلة إسبريسو عرفت في التاريخ، في عام 1884. استخدمت آلته مزيجًا من البخار والماء المغلي لتحضير القهوة بكفاءة.

## نشأته
نشأ موريوندو في عائلة ريادية. أسس جده شركة منتجة للمشروبات الكحولية تولّاها من بعده والده جياكومو، والذي لاحقًا أسس شركة موريوندو وغاريليو للشوكولاتة، بشراكة شقيقه أغوستينو وابن عمه غاريليو. اشترى آنجلو فندق Grand-Hotel Ligure في وسط المدينة Piazza Carlo Felice و American Bar في Galleria Nazionale of Via Roma.

## أول آلة إسبرسو

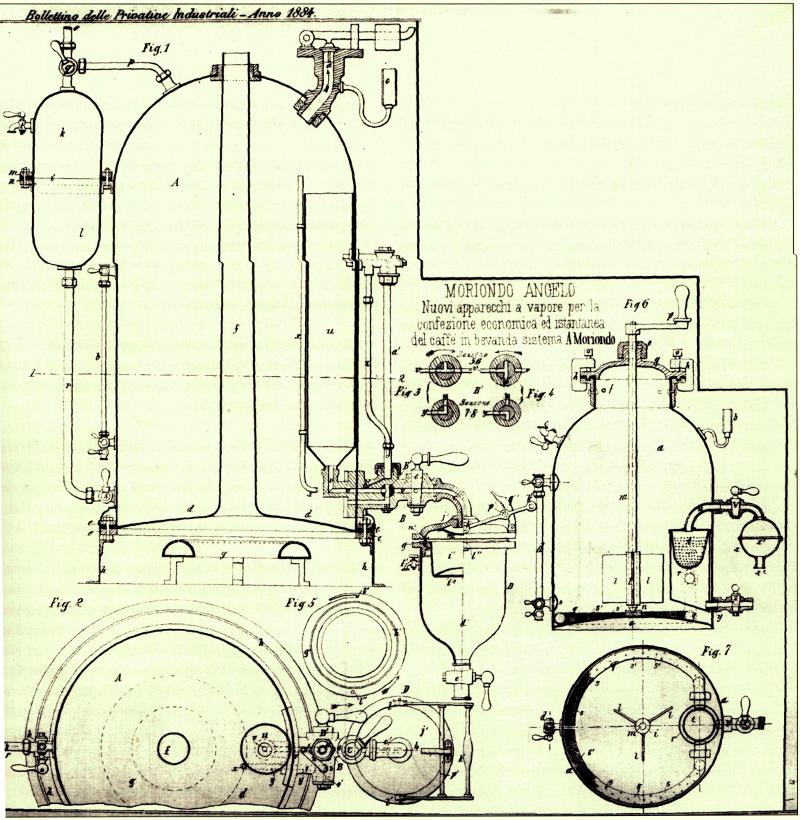
أول براءة اختراع (16 مايو 1884) لآلة قهوة الإسبريسو

قدم موريوندو اختراعه في معرض تورينو العام عام 1884، وفازت بالميدالية البرونزية. مُنحت آلته براءة اختراع مدة ست سنوات في 16 مايو 1884 تحت عنوان "آلة بخار حديثة للتحضير الاقتصادي والفوري لمشروب القهوة، طريقة " آ.موريوندو". بُنيت الآلة على يد ميكانيكي يدعى مارتينا، وكان يعمل تحت إشراف مباشر من المخترع.
حُدّثت الآلة ببراءة اختراع على التوالي في 20 نوفمبر 1884، مجلد 34، عدد،381. كما وُثّق الاختراع بطلب براءة اختراع دولي بعد تسجيله في باريس في 23 أكتوبر 1885. واصل موريوندو في السنوات التالية تحسين اختراعه إلى حد كبير، وكان كل تحسين يُسجّل ببراءة اختراع.

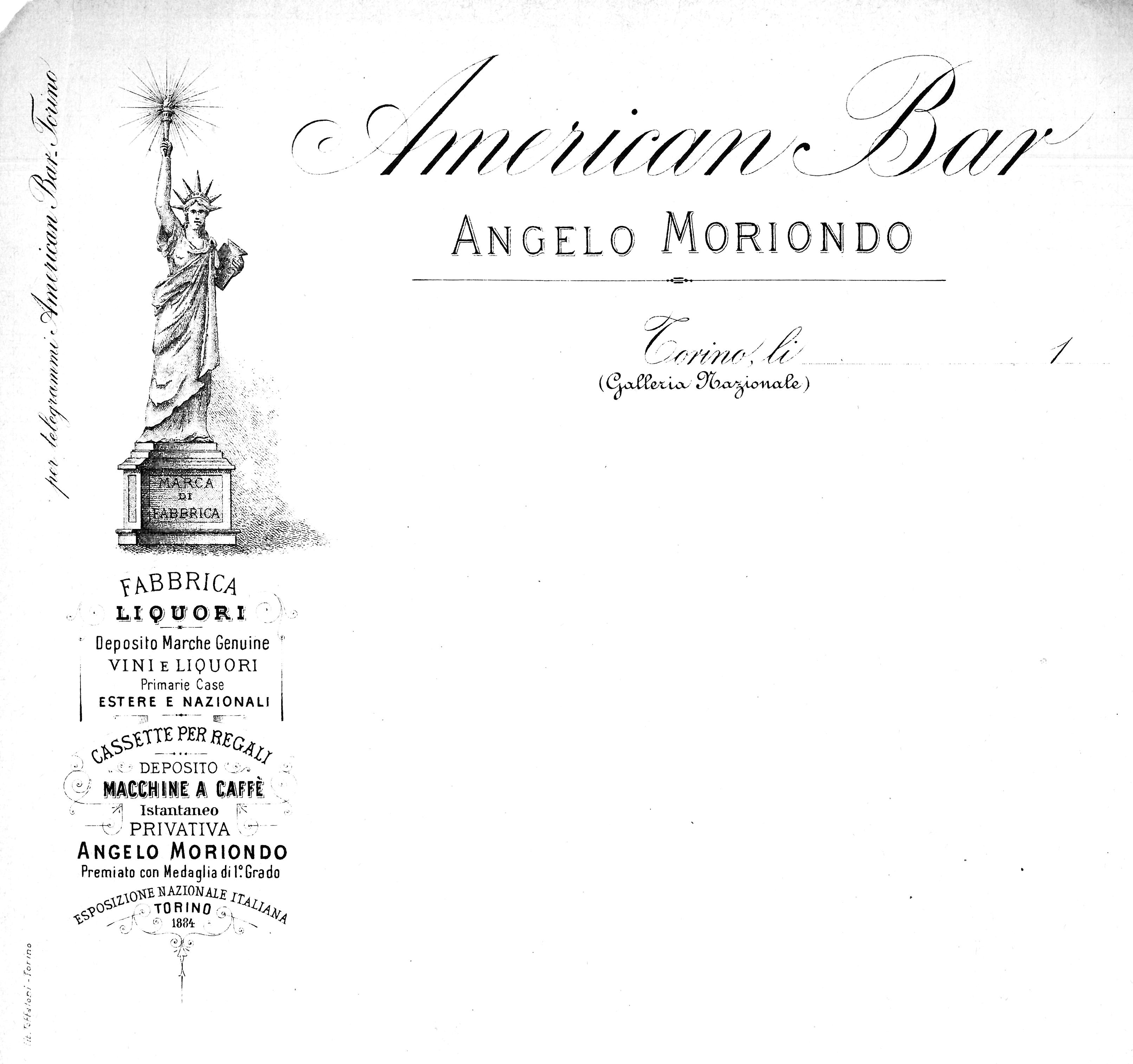
أمريكان بار في جاليريا ناسيونالي

لم يذهب موريوندو باختراعة إلى الإنتاج على نطاق صناعي أبداً،  بل اقتصر على بناء عدد قليل من الآلات المصنوعة يدويًا احتفظ بها داخل مؤسساته بدافع الغيرة، ظانّاً أنه إعلان مهم لها.
وصف إيان بيرستن، مؤرخ دوّن تاريخ القهوة، الجهاز بأنه «أول آلة بار إيطالية تتحكم بإمداد البخار والماء منفصلين من خلال القهوة» كما وصف موريوندو بأنه «أحد أوائل مكتشفي آلة الإسبريسو». على غرار آلات الإسبريسو اللاحقة، كانت آلته تنقع القهوة بكميات كبيرة وليس بكميات قليلة للزبون الواحد.

## إرث
في 6 يونيو 2022، احتفل محرك بحث Google بذكرى موريوندو بدودل في عيد ميلاده 171.